# Olga Novoksjtjenova
Olga Novoksjtjenova, född den 29 november 1974 i Moskva, Ryssland, är en rysk konstsimmare.
Hon tog OS-guld i lagtävlingen i konstsim i samband med de olympiska konstsimstävlingarna 2000 i Sydney.
Hon tog OS-guld i samma gren igen i samband med de olympiska konstsimstävlingarna 2004 i Aten.